# 好きだから (ヴィレッジ・シンガーズの曲)
『好きだから』（すきだから）は、1967年11月10日に日本コロムビアから発売されたヴィレッジ・シンガーズの楽曲である。

## 解説
- 作詞は橋本淳、作曲は筒美京平による。通算4枚目のシングル。
- 前作「バラ色の雲」より清水道夫のソロを強めた歌謡曲調の作品でチェンバロを使用したイントロ部分が特徴的である[1]。オリコンチャートで14位にランクインするヒットとなった。
- B面は「風の中の瞳」（橋本淳 作詞、筒美京平 作曲）。歌謡バラード風の曲。

## 収録曲
1. 好きだから (LOVE,LOVE,I LOVE YOU)
  - 作詞:橋本淳／作曲・編曲:筒美京平
2. 風の中の瞳 (BALLADE OF NORTH WIND)
  - 作詞:橋本淳／作曲・編曲:筒美京平